# أربوسة بيضاء الخطوط
أربوسة بيضاء الخطوط (الاسم العلمي: Erebus leucotaenia) هي نوع من الحشرات تتبع جنس الأربوسة من الفصيلة الأربوسية.